# Umspannwerk Wien-Südost

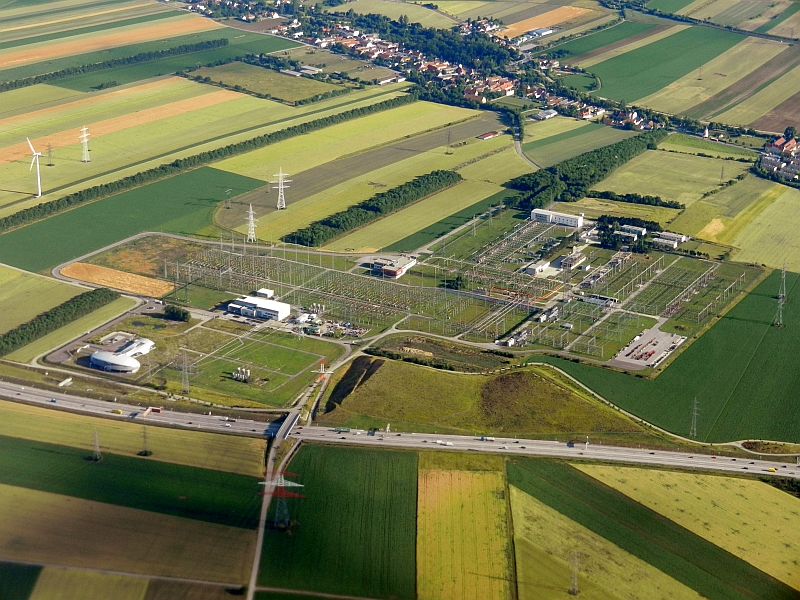
Luftbild des Umspannwerkes

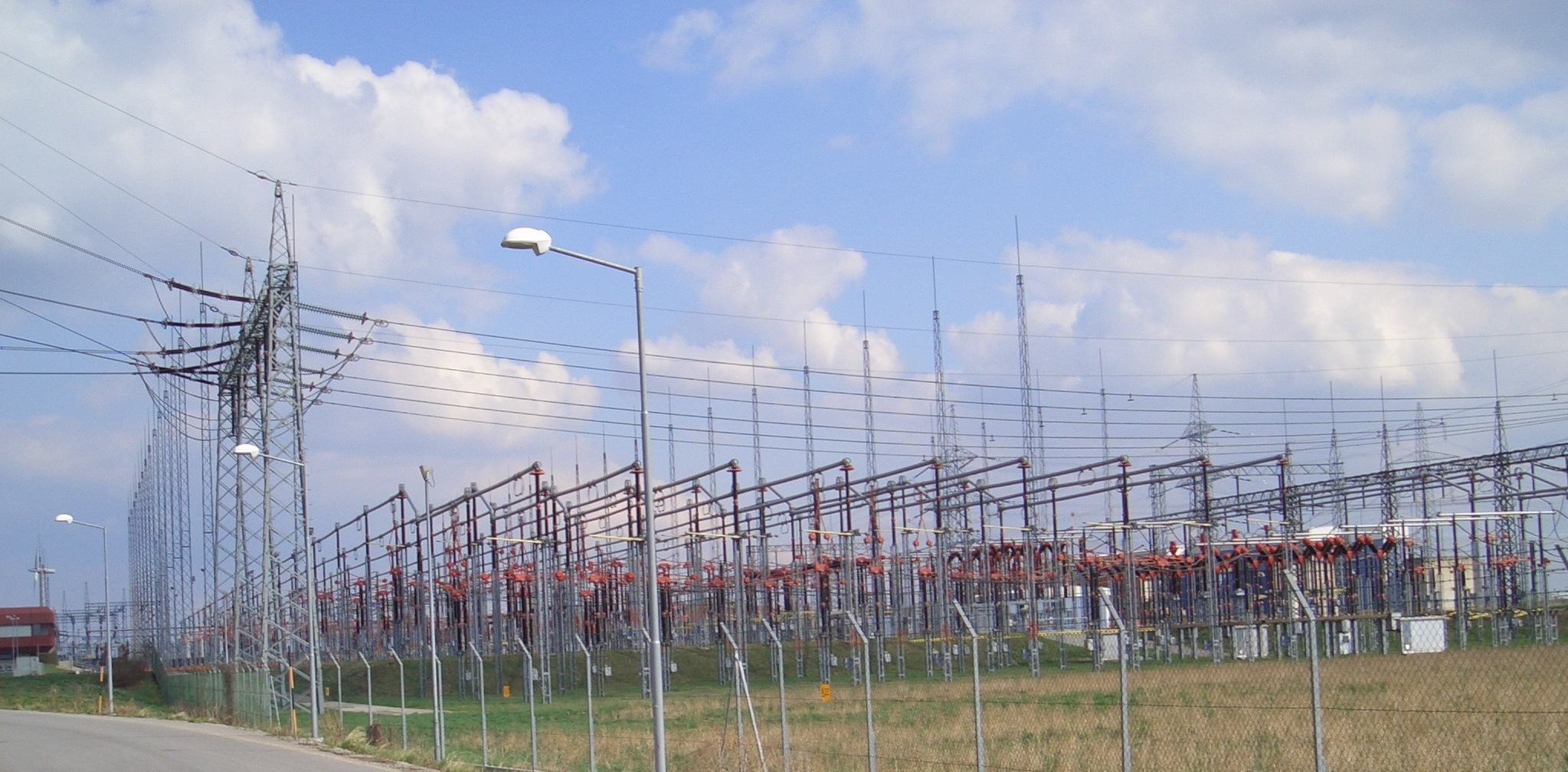
380-kV-Freiluft-Schaltanlage

Das Umspannwerk Wien-Südost ist das größte Umspannwerk in Wien und liegt am Johannesberg (201 m) in Unterlaa im Wiener Bezirk Favoriten direkt an der Wiener Außenring Schnellstraße (S1). Es wird von der Austrian Power Grid AG (APG) und den Wiener Netzen betrieben. Auf dem Areal befindet sich die zentrale Hauptschaltleitung der österreichischen Regelzone APG, welche alle Bundesländer außer Vorarlberg beinhaltet. Das Umspannwerk ist Knotenpunkt im (geplanten) österreichischen 380-kV-Hochspannungsring und dient der elektrischen Energieversorgung der Bundeshauptstadt Wien, Teilen von Niederösterreich und des Nordburgenlandes.

## Netzbetrieb
Die Aufgabe der von der APG betriebenen Hauptschaltleitung ist der sichere Betrieb des Übertragungsnetzes in der Regelzone. Dazu gehören Prognosen für die Belastungen der Leitungen, Transformatoren und sonstiger Betriebsmittel. Bei erkennbaren Engpässen oder bei unvorhergesehenen Störungen werden von der Hauptschaltleitung notwendige Gegenmaßnahmen geplant und veranlasst. Zum permanenten Ausgleich von Stromerzeugung und -verbrauch wird Regelleistung abgerufen. Die Kapazitäten für den grenzüberschreitenden Stromhandel werden berechnet und mit den benachbarten Übertragungsnetzbetreibern abgestimmt. Weiters werden von der Hauptschaltleitung 57 Umspannwerke überwacht und ferngesteuert.

## Technische Daten

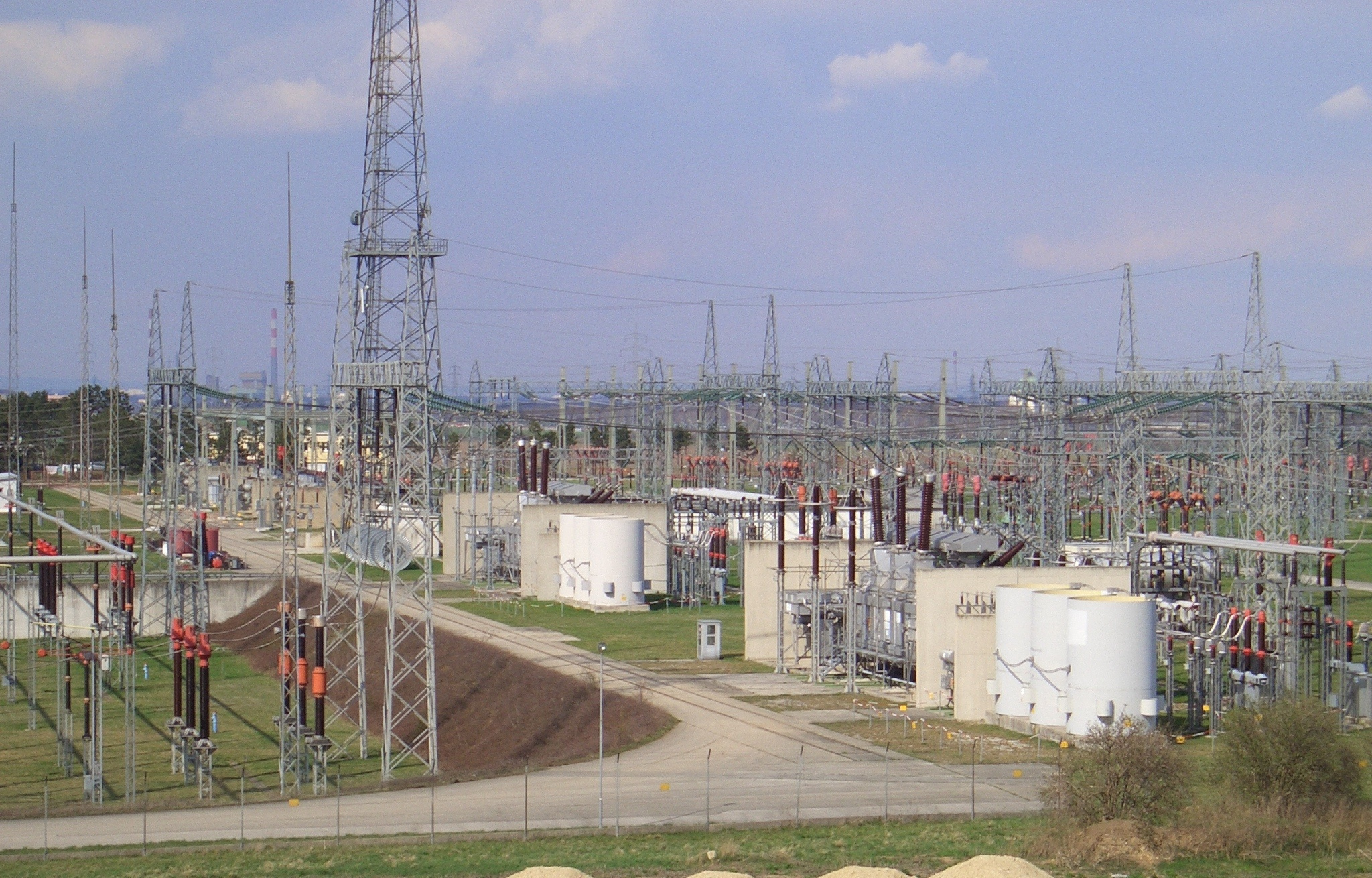
380-kV-Kuppeltransformatoren in das rechts befindliche 220-kV-Schaltfeld. Links im Hintergrund das 110-kV-Schaltfeld. Links vorne Teil der 380-kV-Anlage.

Das Umspannwerk besteht aus Freiluftschaltanlagen für 380 kV, 220 kV und 110 kV mit in Summe 13 Sammelschienen. Zwischen der 380-kV- und der 220-kV-Ebene sind zwei Netzkuppeltransformatoren mit einer Gesamtleistung von 1200 MVA, und zwischen der 220-kV- und der 110-kV-Ebene sind drei Netzkuppeltransformatoren mit einer Gesamtleistung von 600 MVA installiert.
Zur statischen Blindleistungskompensation stehen zwei Luftdrosseln mit einer Blindleistung von je 100 Mvar und drei Kondensatorbatterien mit in Summe 220 Mvar zur Verfügung.
Auf dem Gelände befand sich die zwischen Juni 1993 und Oktober 1996 betriebene GK Wien-Südost, eine HGÜ-Kurzkupplung (GKK), die der Kopplung des österreichischen und des ungarischen Stromnetzes diente. Durch den Synchronschluss der Stromnetze Mitte der 1990er Jahre im Rahmen der UCTE wurde diese Anlage nicht mehr benötigt. Das Gebäude der ehemaligen Stromrichterstation wird heute als Lagerraum und Werkstatt benutzt.

## Leitungen

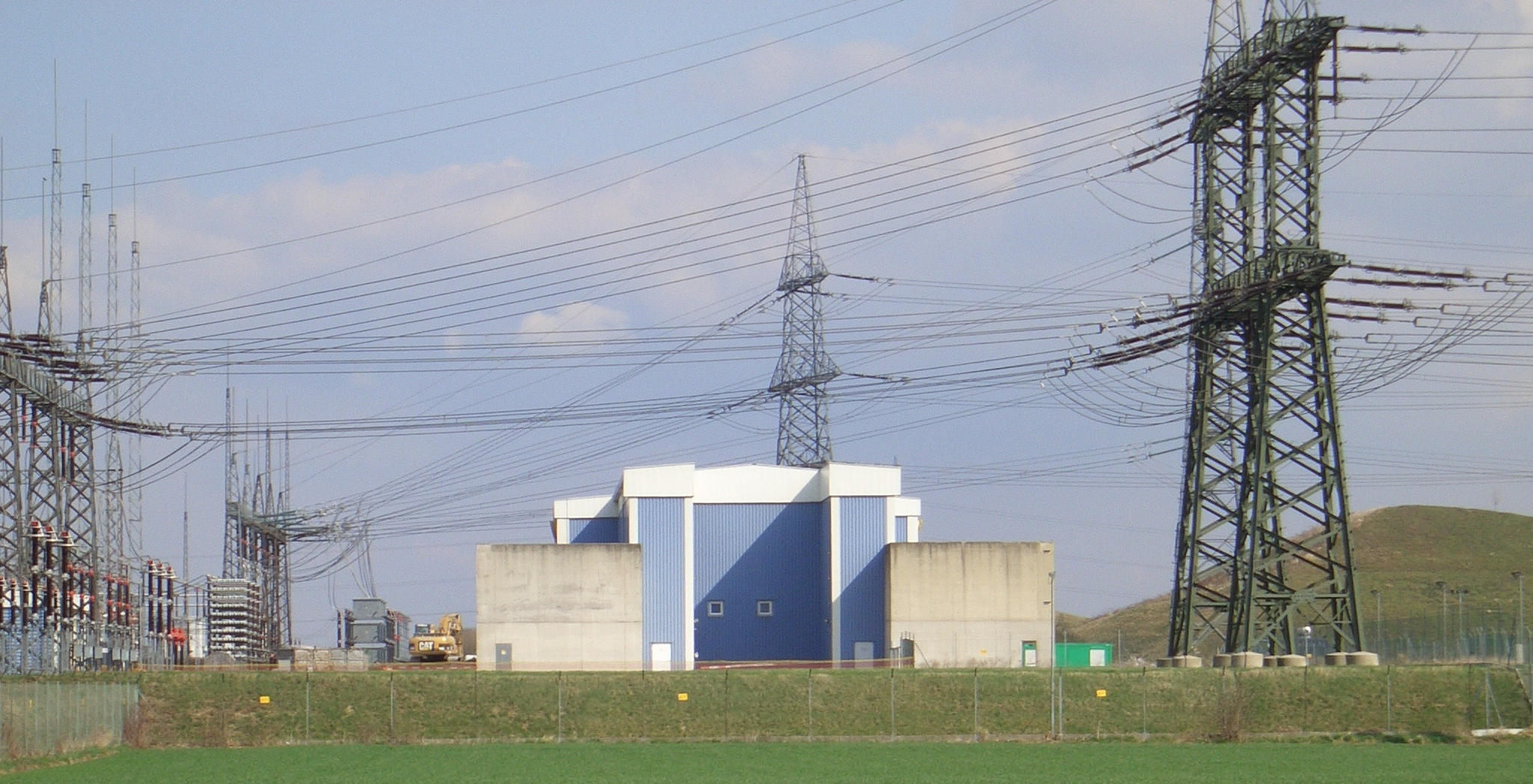
Konverterhalle der ehemaligen Gleichstromkurzkupplung. Links 380-kV-Schaltfeld

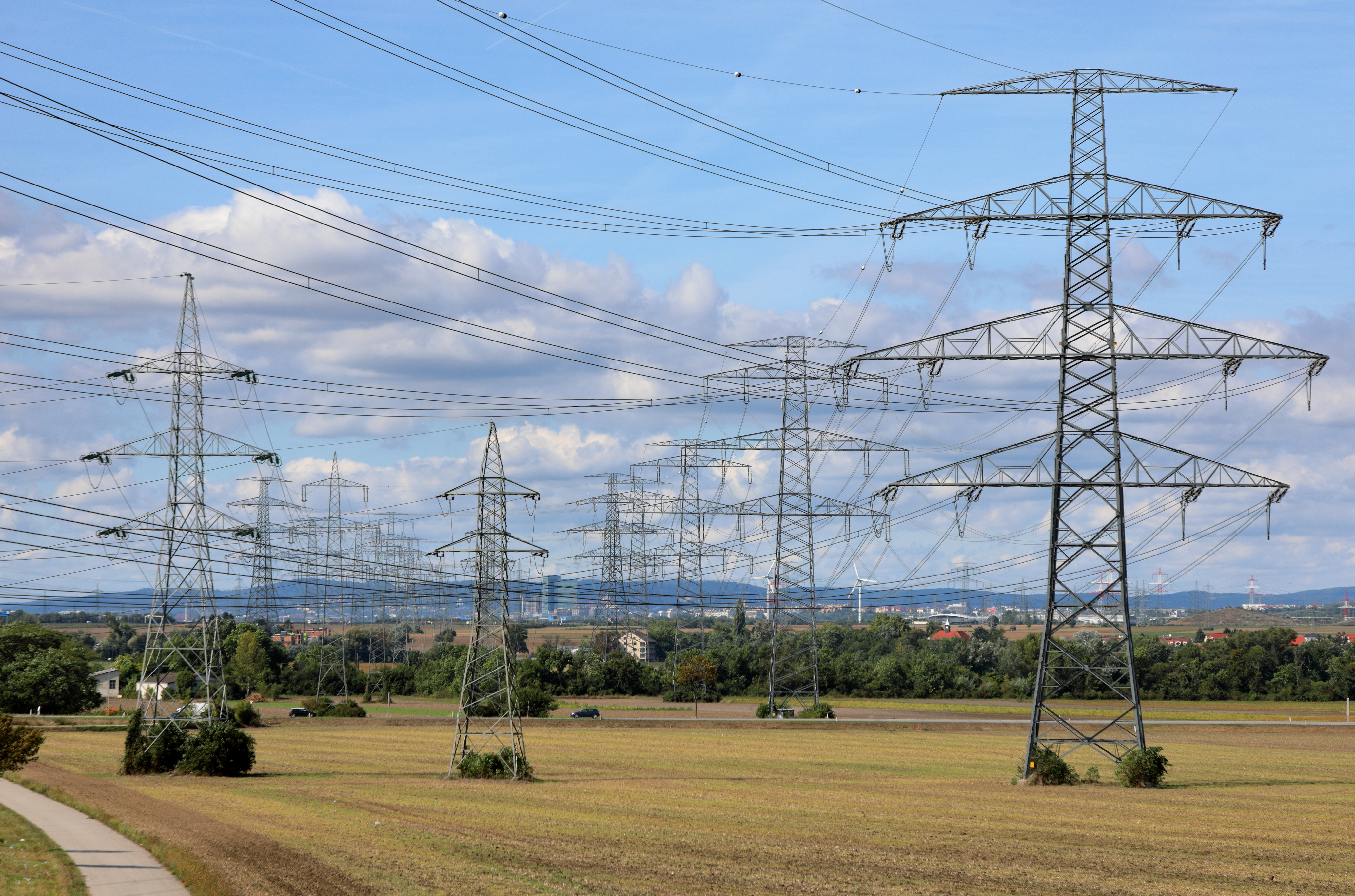
Rechts die 380-kV-Leitung von Sarasdorf kommend zum Umspannwerk und links eine 220-kV-Leitung, die ebenfalls zum Umspannwerk führt

Vom bzw. zum Umspannwerk Wien-Südost führen unter anderem folgende Hochspannungsleitungen:
- 380-kV-Leitungen zum Umspannwerk Dürnrohr, zum Umspannwerk Süd in Wien, in das Burgenland und nach Győr sowie Szombathely in Ungarn.
- 220-kV-Leitungen vom Umspannwerk Bisamberg und Kraftwerk Freudenau, zum Umspannwerk Ternitz und nach Győr in Ungarn.
- 110-kV-Leitungen zur regionalen Energieversorgung mit Leitungen zu untergeordneten Umspannwerken in Ebenfurth und zur Versorgung des Wiener Stadtgebietes.

Daneben bestehen noch drei 110-kV-Erdkabel zur Wien Energie und zu den regionalen Landesenergieversorgungsunternehmen EVN und BEWAG.

## Sonstiges
Auf den Grünflächen des Umspannwerks Wien-Südost wurden Ziesel nachgewiesen.
Der seit der Stilllegung der GKK zweite Mast der 380-kV-Leitung nach Győr kann in den Nachtstunden beleuchtet werden. Eines der Oberwellenfilter der einstigen GK ist als Denkmal erhalten.